# Paete

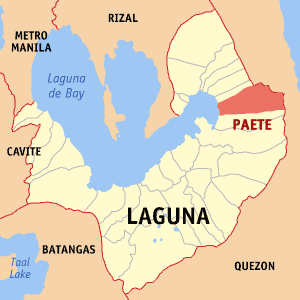
Bản đồ Laguna với vị trí của Paete

Paete là một đô thị hạng 4 ở tỉnh Laguna, Philippines. Theo điều tra dân số năm 2000, thị xã này có 23.011 dân với 5.101 hộ.

## Các đơn vị hành chính
Paete được chia ra 9 barangay.
- Bagumbayan
- Bangkusay
- Ermita
- Ibaba del Norte
- Ibaba del Sur
- Ilaya del Norte
- Ilaya del Sur
- Maytoong
- Quinale